# Ґебріел Деймон
Ґабріель Деймон Лавеззі (англ. Gabriel Damon Lavezzi; 23 квітня 1976, Ріно, США) — американський актор. Відомий за роллю Гоба у фантастичному бойовику «Робот-поліцейський 2», а також голосом Літтлфута у мультфільмі «Земля первісних часів».

## Біографія
Акторську кар'єру розпочав з фільмування у рекламних роликах. 
1984 року дебютував у серіалі «Поклик до слави». 
За роки акторської кар'єри знявся та озвучив понад 50 ролей.
У 2006 році завершив акторську кар'єру і став брокером з продажу нерухомості. З 2007 року перебуває у шлюбі з Аджелою Алманза.